# Josh Tordjman
Josh Tordjman (né le 11 janvier 1985 à Montréal, Québec au Canada) est un joueur professionnel canadien de hockey sur glace.

## Carrière de joueur
Lors de la saison 2002-2003 il porte les couleurs des Braves de Valleyfield de la Ligue de hockey junior AAA du Québec en plus de commercer sa carrière dans la Ligue de hockey junior majeur du Québec avec les Tigres de Victoriaville.
Au cours de la saison 2005-2006 il est échangé aux Wildcats de Moncton, équipe avec laquelle il participe à la Coupe Memorial.
Il commence sa carrière professionnelle en 2006, alors qu’il porte les couleurs des RoadRunners de Phoenix de l'East Coast Hockey League et du Rampage de San Antonio de la Ligue américaine de hockey.
Connaissant du succès avec le Rampage de San Antonio, il est rappelé par les Coyotes de Phoenix de la Ligue nationale de hockey. Lors de la saison 2008-2009, il obtient deux départs dans la LNH, le 8 mars contre les Islanders de New York et le 12 mars contre les Devils du New Jersey.
Après avoir évolué avec les Condors de Bakersfield (ECHL) et les Aeros de Houston (LAH), il prend la direction de l’Europe.
Après avoir joué en 2011-2012 avec le EC Red Bull Salzbourg de l’EBEL (Autriche), il passe une saison avec le HC Asiago de la Série A (Italie).

## Statistiques
| Saison     | Équipe                  | Ligue            |    | Saison régulière | Saison régulière | Saison régulière | Saison régulière | Saison régulière | Saison régulière | Saison régulière | Saison régulière | Saison régulière | Saison régulière |    | Séries éliminatoires | Séries éliminatoires | Séries éliminatoires | Séries éliminatoires | Séries éliminatoires | Séries éliminatoires | Séries éliminatoires | Séries éliminatoires | Séries éliminatoires |
| Saison     | Équipe                  | Ligue            | PJ | V                | D                | Pr/N             | Min              | BC               | Moy              | % Arr            | Bl               | Pun              | PJ               | V  | D                    | Min                  | BC                   | Moy                  | % Arr                | Bl                   | Pun                  |                      |                      |
| 2002-2003  | Braves de Valleyfield   | LHJAAAQ          | 15 |                  |                  |                  |                  |                  |                  |                  |                  |                  |                  |    |                      |                      |                      |                      |                      |                      |                      |                      |                      |
| 2002-2003  | Tigres de Victoriaville | LHJMQ            | 10 | 4                | 3                | 0                | 432              | 24               | 3,33             | 86               | 1                | 0                | 2                | 0  | 1                    | 112                  | 12                   | 6,44                 | 80                   | 0                    | 0                    |                      |                      |
| 2003-2004  | Tigres de Victoriaville | LHJMQ            | 42 | 10               | 24               | 4                | 2 177            | 143              | 3,94             | 89,3             | 2                | 0                | -                | -  | -                    | -                    | -                    | -                    | -                    | -                    | -                    |                      |                      |
| 2004-2005  | Tigres de Victoriaville | LHJMQ            | 56 | 22               | 28               | 4                | 3 185            | 171              | 3,22             | 90,6             | 5                | 10               | 7                | 3  | 4                    | 435                  | 24                   | 3,31                 | 92,9                 | 0                    | 0                    |                      |                      |
| 2005-2006  | Tigres de Victoriaville | LHJMQ            | 31 | 13               | 17               | 0                | 1 792            | 106              | 3,55             | 90,4             | 2                | 4                | -                | -  | -                    | -                    | -                    | -                    | -                    | -                    | -                    |                      |                      |
| 2005-2006  | Wildcats de Moncton     | LHJMQ            | 25 | 18               | 6                | 0                | 1 427            | 55               | 2,31             | 91,5             | 2                | 2                | 21               | 15 | 5                    | 1 238                | 48                   | 2,33                 | 91,3                 | 2                    | 0                    |                      |                      |
| 2006       | Wildcats de Moncton     | Coupe Memorial   | -  | -                | -                | -                | -                | -                | -                | -                | -                | -                | 5                | 3  | 2                    | 290                  | 15                   | 3,11                 | 91,6                 | 0                    |                      |                      |                      |
| 2006-2007  | RoadRunners de Phoenix  | ECHL             | 9  | 4                | 4                | 0                | 480              | 25               | 3,12             | 90               | 0                | 2                | -                | -  | -                    | -                    | -                    | -                    | -                    | -                    | -                    |                      |                      |
| 2006-2007  | Rampage de San Antonio  | LAH              | 37 | 15               | 18               | 2                | 2 114            | 91               | 2,58             | 92               | 1                | 0                | -                | -  | -                    | -                    | -                    | -                    | -                    | -                    | -                    |                      |                      |
| 2007-2008  | Rampage de San Antonio  | LAH              | 43 | 22               | 14               | 4                | 2 466            | 109              | 2,65             | 91               | 1                | 10               | 6                | 3  | 3                    | 357                  | 11                   | 1,85                 | 94,1                 | 1                    | 0                    |                      |                      |
| 2008-2009  | Rampage de San Antonio  | LAH              | 51 | 25               | 22               | 2                | 2 921            | 127              | 2,61             | 90,9             | 6                | 10               | -                | -  | -                    | -                    | -                    | -                    | -                    | -                    | -                    |                      |                      |
| 2008-2009  | Coyotes de Phoenix      | LNH              | 2  | 0                | 2                | 0                | 118              | 8                | 4,08             | 87,1             | 0                | 0                | -                | -  | -                    | -                    | -                    | -                    | -                    | -                    | -                    |                      |                      |
| 2009-2010  | Rampage de San Antonio  | LAH              | 45 | 20               | 22               | 2                | 2 536            | 125              | 2,96             | 90,2             | 1                | 6                | -                | -  | -                    | -                    | -                    | -                    | -                    | -                    | -                    |                      |                      |
| 2010-2011  | Condors de Bakersfield  | ECHL             | 35 | 16               | 16               | 3                | 2 033            | 97               | 2,86             | 91,3             | 3                | 31               | -                | -  | -                    | -                    | -                    | -                    | -                    | -                    | -                    |                      |                      |
| 2010-2011  | Aeros de Houston        | LAH              | 8  | 4                | 1                | 0                | 393              | 16               | 2,44             | 91,1             | 0                | 0                | 1                | 0  | 0                    | 26                   | 3                    | 6,82                 | 83,3                 | 0                    | 0                    |                      |                      |
| 2011-2012  | EC Red Bull Salzbourg   | EBEL             | 34 | 18               | 9                | 2                | 1 841            | 90               | 2,93             | 91,2             | 1                | 4                | -                | -  | -                    | -                    | -                    | -                    | -                    | -                    | -                    |                      |                      |
| 2011       | EC Red Bull Salzbourg   | Trophée européen | 7  |                  |                  |                  | 410              | 11               | 3,07             | 92,1             | 2                | 0                | -                | -  | -                    | -                    | -                    | -                    | -                    | -                    | -                    |                      |                      |
| 2012-2013  | HC Asiago               | Série A          | 16 | 8                | 7                | 0                | 914              | 43               | 2,82             | 90,2             | 1                | 2                | -                | -  | -                    | -                    | -                    | -                    | -                    | -                    | -                    |                      |                      |
| Totaux LNH | Totaux LNH              | Totaux LNH       | 2  | 0                | 2                | 0                | 118              | 8                | 4,08             | 87,1             | 0                | 0                | -                | -  | -                    | -                    | -                    | -                    | -                    | -                    | -                    |                      |                      |

## Trophées et honneurs personnels
- East Coast Hockey League
  - 2010-2011 : participe au match des étoiles.
- Ligue américaine de hockey
  - 2009-2010 : remporte le trophée Yanick-Dupré remis au joueur qui s'est le plus impliqué dans sa communauté.
- Ligue de hockey junior majeur du Québec
  - 2005-2006 : élu dans la deuxième équipe d’étoiles, remporte la Coupe du président et participe à la Coupe Memorial avec les Wildcats de Moncton.